# Aldgisl

Die friesischen Wohlgebiete zum 700, hier jedoch, verälteter Ansichten entsprechend, fälsichlich als Großfriesisches Reich angedeutet

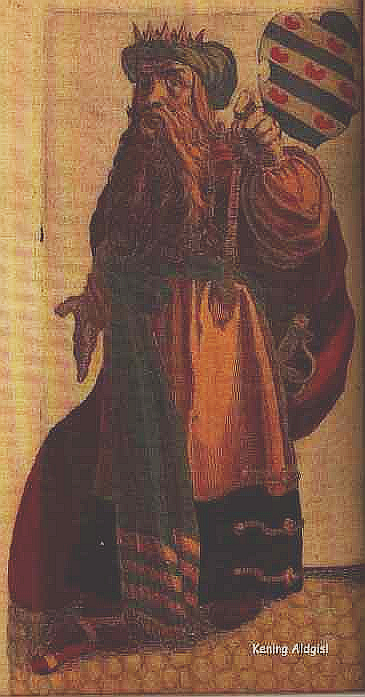
Aldgisl in einer neuzeitlichen Darstellung

Aldgisl (auch Aldgillus, Aldegisel oder Aldegisl) (* ?; † 680) war der erste historisch nachweisbare Herrscher der Friesen. Er lebte in der zweiten Hälfte des 7. Jahrhunderts, zur Zeit des Frankenkönigs Dagobert II., mit dessen Volk die Friesen damals noch in Frieden und von ihnen unabhängig lebten. In den angelsächsischen Quellen wird Aldgisl als König (rex) angedeutet; fränkische Chronisten bezeichnen ihn dagegen als Heeresanführer, Herzog oder dux.
Das Siedlungsgebiet der Friesen erstreckte sich zu dieser Zeit über einen schmalen Küstenstreifen an der Nordsee von Brügge, über das Rhein-Maas-Delta bis zur Wesermündung. Das kulturelle Kerngebiet befand sich zwischen dem heutigen IJsselmeer und der Ems. Aldgisls Herrschaftsgebiet beschränkte sich jedoch weitgehend auf den holländischen Küstenstreifen und benachbarten Flussmarschen. Er residierte wahrscheinlich in Utrecht oder Dorestad.
Aldgisl beherbergte im Winter 678/79 Wilfrid, den angelsächsischen Bischof von York, als dieser nach seiner Absetzung von Großbritannien zu Papst Agatho nach Rom reiste. Aldgisl stand dem Christentum nicht feindlich gegenüber und erlaubte Wilfrid in Friesland zu predigen. Wilfrid gilt daher als der erste Missionar der Friesen. Nachfolger Aldgisls wurde Radbod.